# Scooby-Doo Rajzfilmolimpia
A Scooby-Doo Rajzfilmolimpia (eredeti címén Scooby's All-Star Laff-A-Lympics vagy Scooby's All-Stars) egy amerikai rajzfilmsorozat a Hanna-Barbera stúdiótól. A műsor eredeti bemutatója az ABC volt, főszerepben a legismertebb akkori rajzfilmfigurákkal, Hanna-Barbera szereplőkkel, akik csapatokban (Scooby-Dooék, Maci Laciék, Komisz Banda) mérik össze erejüket egy rajzfilmek által rendezett olimpiához hasonlító játékokon bronz, ezüst és arany érmekért. A magyar változatot 2012. augusztus 8-án adta ki a ProVideo, de csak 4 részt,  a Scooby-Doo! Rémpróbás játékok című Scooby-Doo-filmmel egy lemezen.
A sorozatban felbukkannak olyan híres rajzfilmfigurák, mint Scooby-Doo, Maci Laci és Gézengúz Guszti.

## Csapatok
A csapatnevek forrása:

### Scooby-Dooék
Scooby-Doo csapattagok:
| Név                 | Eredeti hang       | Magyar hang       | Megjegyzés                                                      |
| ------------------- | ------------------ | ----------------- | --------------------------------------------------------------- |
| Scooby-Doo          | Don Messick        | Vass Gábor        | Csapatkapitány Szereplő A Scooby-Doo-showból                    |
| Bozont Rogers       | Casey Kasem        | Fekete Zoltán     | Szereplők A Scooby-Doo-showból                                  |
| Scooby-Dum          | Daws Butler        | Karácsonyi Zoltán | Szereplők A Scooby-Doo-showból                                  |
| Robokuty, a csodaeb | Frank Welker       | Makranczi Zalán   | Szereplők a Dynomutt, a csodakutya című sorozatból              |
| Kék Sólyom          | Gary Owens         | Sarádi Zsolt      | Szereplők a Dynomutt, a csodakutya című sorozatból              |
| Barlangi kapitány   | Mel Blanc          | Törköly Levente   | Szereplők a Barlangi kapitány és a tiniangyalok című sorozatból |
| Brenda              | Marilyn Schreffler | Zakariás Éva      | Szereplők a Barlangi kapitány és a tiniangyalok című sorozatból |
| Taffy               | Laurel Page        | Zakariás Éva      | Szereplők a Barlangi kapitány és a tiniangyalok című sorozatból |
| Dee Dee             | Vernee Watson      | Peller Mariann    | Szereplők a Barlangi kapitány és a tiniangyalok című sorozatból |
| Bütyök              | Frank Welker       | Hamvas Dániel     | Szereplők a Kicsi Kocsi HB című sorozatból                      |
| Buggy Kocsi         | Mel Blanc          | Kapácsy Miklós    | Szereplők a Kicsi Kocsi HB című sorozatból                      |
| Babu                | Joe Besser         | Kapácsy Miklós    | Szereplő a Jeannie című sorozatból                              |
| Hong Kong Phooey    | Scatman Crothers   |                   | Szereplő a Hong Kong Phooey című sorozatból                     |

### Maci Laciék
| Név              | Eredeti hang    | Magyar hang       | Megjegyzés                                                |
| ---------------- | --------------- | ----------------- | --------------------------------------------------------- |
| Maci Laci        | Daws Butler     | Faragó András     | Csapatkapitány Szereplő a Foxi Maxi című sorozatból       |
| Bubu             | Don Messick     | Elek Ferenc       | Szereplők a Foxi Maxi című sorozatból                     |
| Cindy maci       | Julie Bennett   | Zakariás Éva      | Szereplők a Foxi Maxi című sorozatból                     |
| Foxi Maxi        | Daws Butler     | Rosta Sándor      | Szereplők a Foxi Maxi című sorozatból                     |
| Mr. Jinks        | Daws Butler     |                   | Szereplők a Foxi Maxi című sorozatból                     |
| Pixie            | Don Messick     | Hamvas Dániel     | Szereplők a Foxi Maxi című sorozatból                     |
| Dixie            | Daws Butler     | Karácsonyi Zoltán | Szereplők a Foxi Maxi című sorozatból                     |
| Hokey Farkas     | Daws Butler     | Karácsonyi Zoltán | Szereplők a Foxi Maxi című sorozatból                     |
| Yakki Doodle     | Frank Welker    |                   | Szereplők a Foxi Maxi című sorozatból                     |
| Gyors Kéz seriff | Daws Butler     |                   | Szereplők a Quick Draw McGraw című sorozatból             |
| Szaglász         | Daws Butler     |                   | Szereplők a Quick Draw McGraw című sorozatból             |
| Nyafi            | Daws Butler     | Hamvas Dániel     | Szereplők a Quick Draw McGraw című sorozatból             |
| Kutyipapi        | John Stephenson | Faragó András     | Szereplők a Quick Draw McGraw című sorozatból             |
| Kutyimutyi       | Daws Butler     | Hamvas Dániel     | Szereplők a Quick Draw McGraw című sorozatból             |
| Ali Gátor        | Daws Butler     | Kapácsy Miklós    | Szereplő a Hanna-Barbera újabb rajzfilmei című sorozatból |
| Nagy majom       | Bob Holt        | Faragó András     | Szereplő a Nagy Grape Ape című sorozatból                 |

### Komisz Banda
| Név                                  | Eredeti hang       | Magyar hang    | Megjegyzés                                                              |
| ------------------------------------ | ------------------ | -------------- | ----------------------------------------------------------------------- |
| Mardel (átdolgozott verzió)          | Don Messick        | Forgács Gábor  | Csapatkapitány Szereplő a Flúgos futam című sorozatból                  |
| Gézengúz Guszti (átdolgozott verzió) | John Stephenson    | Végh Péter     | Szereplő a Flúgos futam című sorozatból                                 |
| Galád Dalton                         | Don Messick        |                | Szereplő a Quick Draw McGraw című sorozatból                            |
| Piszkos Dalton                       | Daws Butler        |                | Szereplő a Quick Draw McGraw című sorozatból                            |
| Kicsi Dalton                         | Bob Holt           |                | Szereplő a Quick Draw McGraw című sorozatból                            |
| Mr. Creepley (átdolgozott verzió)    | Don Messick        | Elek Ferenc    | Szereplők a Frédi és Béni, avagy a két kőkorszaki szaki című sorozatból |
| Junior Creepley (átdolgozott verzió) | Don Messick        |                | Szereplők a Frédi és Béni, avagy a két kőkorszaki szaki című sorozatból |
| Mrs. Creepley (átdolgozott verzió)   | Laurel Page        | Peller Mariann | Szereplők a Frédi és Béni, avagy a két kőkorszaki szaki című sorozatból |
| Piszkos Daisy                        | Marilyn Schreffler | Peller Mariann | Eredeti szereplő                                                        |
| Röfi                                 | Frank Welker       | saját hangján  | Eredeti szereplő Piszkos Daisy állata                                   |
| A Nagy Fondü                         | John Stephenson    |                | Eredeti szereplő                                                        |
| Varázsnyúl                           | Frank Welker       | saját hangján  | Eredeti szereplő A Nagy Fondü állata                                    |

## Egyéb szereplők
| Név            | Eredeti hang           | Magyar hang   | Megjegyzés                                                             |
| -------------- | ---------------------- | ------------- | ---------------------------------------------------------------------- |
| Nyeg Leo       | Daws Butler            | Kálid Artúr   | Szereplő a Snagglepuss című sorozatból                                 |
| Rozsdás Farkas | John Stephenson        | Csőre Gábor   | Szereplő a It's the Wolf! című sorozatból                              |
| Frédi          | Alan Reed Henry Corden | Papp János    | Szereplő a Frédi és Béni, avagy a két kőkorszaki szaki című sorozatból |
| Béni           | Mel Blanc              | Mikó István   | Szereplő a Frédi és Béni, avagy a két kőkorszaki szaki című sorozatból |
| Locsogi        | Frank Welker           | Forgács Gábor | Szereplő a Jabberjaw című sorozatból                                   |
| A kobold       |                        | Kossuth Gábor | Eredeti szereplő                                                       |

## Magyar változat
A magyar változatot a ProVideo megbízásából a Mafilm Audio Kft. készítette.
Magyar szöveg: Csizmás Kata
Hangmérnök: Gábor Dániel
Vágó: Simkóné Varga Erzsébet
Gyártásvezető: Kablay Luca
Szinkronrendező: Majoros Eszter

## Évados áttekintés
| Évad | Évad | Epizódok | Eredeti sugárzás     | Eredeti sugárzás   | Magyar sugárzás         | Magyar sugárzás         |
| Évad | Évad | Epizódok | Évadpremier          | Évadfinálé         | Évadpremier             | Évadfinálé              |
| ---- | ---- | -------- | -------------------- | ------------------ | ----------------------- | ----------------------- |
|      | 1    | 16       | 1977. szeptember 10. | 1977. december 24. | 2012. augusztus 8.      | 2012. augusztus 8.      |
|      | 2    | 8        | 1978. szeptember 9.  | 1978. október 28.  | Nem jelent meg magyarul | Nem jelent meg magyarul |

## 1. évad
| #   | Eredeti cím                      | Magyar cím                  | Eredeti premier      | Magyar premier           |
| --- | -------------------------------- | --------------------------- | -------------------- | ------------------------ |
| 1.  | Switzerland and Japan            | Nem jelent meg magyarul     | 1977. szeptember 10. | Nem jelent meg magyarul  |
| 2.  | Mexico and England               | Nem jelent meg magyarul     | 1977. szeptember 17. | Nem jelent meg magyarul  |
| 3.  | Florida and China                | Nem jelent meg magyarul     | 1977. szeptember 24. | Nem jelent meg magyarul  |
| 4.  | The Sahara Desert and Scotland   | Nem jelent meg magyarul     | 1977. október 1.     | Nem jelent meg magyarul  |
| 5.  | France and Australia             | Nem jelent meg magyarul     | 1977. október 8.     | Nem jelent meg magyarul  |
| 6.  | Greece and the Ozarks            | Nem jelent meg magyarul     | 1977. október 15.    | Nem jelent meg magyarul  |
| 7.  | Italy and North Carolina         | Nem jelent meg magyarul     | 1977. október 22.    | Nem jelent meg magyarul  |
| 8.  | Egypt and Sherwood Forest        | Nem jelent meg magyarul     | 1977. október 29.    | Nem jelent meg magyarul  |
| 9.  | Spain and the Himalayas          | Spanyolország és a Himalája | 1977. november 5.    | 2012. augusztus 8. (DVD) |
| 10. | India and Israel                 | India és Izrael             | 1977. november 12.   | 2012. augusztus 8. (DVD) |
| 11. | Africa and California            | Afrika és San Francisco     | 1977. november 19.   | 2012. augusztus 8. (DVD) |
| 12. | The Grand Canyon and Ireland     | A Grand Canyon és Írország  | 1977. november 26.   | 2012. augusztus 8. (DVD) |
| 13. | Hawaii and Norway                | Nem jelent meg magyarul     | 1977. december 3.    | Nem jelent meg magyarul  |
| 14. | Alaska and Tahiti                | Nem jelent meg magyarul     | 1977. december 10.   | Nem jelent meg magyarul  |
| 15. | The Old West and Holland         | Nem jelent meg magyarul     | 1977. december 17.   | Nem jelent meg magyarul  |
| 16. | Quebec, Canada and Baghdad, Iraq | Nem jelent meg magyarul     | 1977. december 24.   | Nem jelent meg magyarul  |

## 2. évad
| #  | Eredeti cím                    | Magyar cím              | Eredeti premier      | Magyar premier          |
| -- | ------------------------------ | ----------------------- | -------------------- | ----------------------- |
| 1. | Russia and the Caribbean       | Nem jelent meg magyarul | 1978. szeptember 9.  | Nem jelent meg magyarul |
| 2. | New York and Turkey            | Nem jelent meg magyarul | 1978. szeptember 16. | Nem jelent meg magyarul |
| 3. | South America and Transylvania | Nem jelent meg magyarul | 1978. szeptember 23. | Nem jelent meg magyarul |
| 4. | Monte Carlo and New Zealand    | Nem jelent meg magyarul | 1978. szeptember 30. | Nem jelent meg magyarul |
| 5. | Louisiana and Atlantis         | Nem jelent meg magyarul | 1998. október 7.     | Nem jelent meg magyarul |
| 6. | Morocco and Washington, D.C.   | Nem jelent meg magyarul | 1978. október 14.    | Nem jelent meg magyarul |
| 7. | Canada and Warsaw, Poland      | Nem jelent meg magyarul | 1978. október 21.    | Nem jelent meg magyarul |
| 8. | Siam and the Moon              | Nem jelent meg magyarul | 1978. október 28.    | Nem jelent meg magyarul |